# Jimmy Shields
Jimmy Shields (Greenock, Escòcia, gener de 1900 - Holt, Norfolk, 13 d'abril de 1949) va ser un activista comunista i editor de diaris britànic.
Nascut a Greenock, Escòcia, Shields es va unir al Partit Comunista de la Gran Bretanya (CPGB) el 1921. Fora de la feina, l'activista escocès va marxar a viure a Sud-àfrica el 1925, on es va afiliar al Partit Comunista de Sud-àfrica, convertint-se en el seu Secretari General al cap de pocs mesos, en substitució de William Henry Andrews. Durant aquest període, un dels seus discursos va convèncer a Edwin Thabo Mofutsanyana perquè s'unís al partit.
Shields va tornar a Escòcia el 1927, on va redactar diversos discursos pel Partit Comunista britànic, acabant per ser elegit membre de l'executiva nacional. També va servir com a editor del Daily Worker, una publicació de caràcter comunista. Des de 1932, també va formar part de la delegació britànica del Comintern, viatjant sovint a l'estranger com a cap del departament internacional del CPGB.
Shields va contraure la tuberculosi en el transcurs de la Segona Guerra Mundial, passant la major part del conflicte bèl·lic al sanatori de Holt, a Norfolk. Va morir allí l'any 1949.